# .tc
.tc — в Інтернеті, національний домен верхнього рівня (ccTLD) для островів Теркс і Кайкос.

## Домени 2-го та 3-го рівнів
В цьому національному домені нараховується близько 1,080,000 вебсторінок (станом на січень 2007 року).
У наш час використовуються та приймають реєстрації доменів 3-го рівня наступні доменні суфікси (відповідно, існують такі домени 2-го рівня):
| Суфікс   | Регламентовані користувачі                                            |
| .biz.tc  | Комерційні установи, корпорації                                       |
| .com.tc  | Комерційні установи, корпорації                                       |
| .edu.tc  | Наукові та дослідницькі установи, коледжі, університети або інститути |
| .gov.tc  | Державні та урядові установи                                          |
| .info.tc | Вебмайданчики інформаційного змісту                                   |
| .int.tc  | Міжнародні організації                                                |
| .it.tc   | Міжнародні організації                                                |
| .net.tc  | Провайдери, організації, пов'язані з мережами                         |
| .pro.tc  | Професійні організації                                                |
| .web.tc  | Вебмайданчики                                                         |